# Ермаковское месторождение
Ермако́вское флюори́то-бери́ллиевое месторожде́ние — российское месторождение с уникально высоким содержанием бериллия (более 1 %) и большим количеством бериллиевых минералов.

## Описание месторождения
Расположено в Кижингинском районе Республики Бурятия, в 160 км к востоку от города Улан-Удэ и в 7 км к северу от села Новокижингинск.

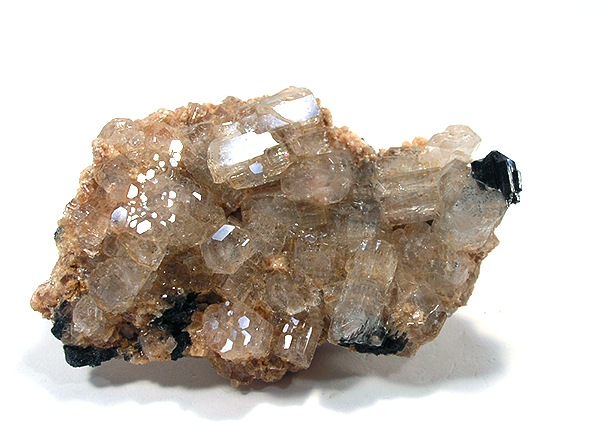
Кристалл берилла.

Ермаковское месторождение является уникальным объектом не только на территории России, но и в мировом масштабе. Это единственное в России месторождение бериллия, пригодное для рентабельного освоения; характеризуется благоприятными горнотехническими, гидрогеологическими условиями, лёгкостью обогащения руд и переработки концентратов, а также нахождением в легкодоступном районе. Среди известных бериллиевых месторождений крупного масштаба оно выделяется своими богатыми флюорит-бертрандит-фенакитовыми рудами.
Главные рудные минералы бериллия — фенакит и бертрандит. На их долю приходится около 92—93 % запасов. Остальные 7—8 % приходятся на менее распространенные бавенит, миларит, мелинофан, лейкофан, эвдидимит и гельвин. Бериллосиликаты — лейкофан, эвдидимит, мелинофан и гельвин развиваются на участках развития щелочного метасоматоза. Миларит и бавенит развиваются на поздних стадиях рудообразования, частично замещая ранние минералы бериллия.
Запасы руд утверждены ГКЗ СССР (протокол № 6099 1970 года) в количестве 1,7 млн тонн. До 1989 года на месторождении велась добыча. В настоящее время[когда?] запасы руд, числящиеся на балансе, составляют: 764 тыс. тонн — по категории С1 и 630 тыс. тонн — по категории С2. После его открытия в 1964 году, разведки и начала разработки в 1979 году проблема минерально-сырьевой базы бериллия в СССР стране была успешно решена.

## История открытия
Месторождение было открыто Г. А. Ермаковым в 1964 году. В середине 1960-х годов по всей стране шла оценка состояния минерально-сырьевой базы, в том числе и в Бурятии. Исходя из данной позиции, шла планомерная геологическая съёмка. ПГО «Бурятгеология» на протяжении 7 лет проводило геологическую съёмку масштаба 1:200000. В Кижингинском районе её осуществляла группа геологов во главе с Г. А. Ермаковым. С целью изучения и оценки запасов месторождения в 1965 году в селе Вознесеновка была открыта геологическая партия. Геологическую службу по изучению месторождения возглавил В. И. Гальченко. Под его руководством партия в короткие сроки провела поисково-разведочные работы, сопровождающиеся проходкой канав, штольни, бурением скважин с целью изучения месторождения и качества его руд.
В 1972 году Г. А. Ермаков и В. И. Гальченко за открытие данного месторождения стали лауреатами Государственной премии. Большой вклад в исследование и подготовку к разработке месторождения внесли работники Ермаковской геологоразведочной партии А. Сиротин, В. Ривлин, И. Сахаровский, В. Жерлов, М. Кудрин, М. Михайлов и многие другие. Детальная разведка сопровождалась интенсивными исследованиями геологического строения месторождения, проводившимися сотрудниками отдела редких металлов Всесоюзного научно-исследовательского института минерального сырья (г. Москва) Н. П. Заболотной, М. И. Новиковой, Е. П. Шпановым, И. Т. Левиуш, З. А. Журковой.

## Разработка месторождения
Для разработки Ермаковского месторождения было создано Кижингинское рудоуправление в составе Забайкальского горнообогатительного комбината в пгт. Первомайский, где была введена 2-я секция, производительностью 100 тыс. тонн руды в год, 12 тыс. тонн бериллиевого и 15 тыс. тонн флюоритового концентратов.
В районе горнорудного карьера была построена промплощадка (дробильная фабрика, автобаза, центральная котельная, АЗС). Добытая руда большегрузными самосвалами доставлялась до ж\д станции Бада, откуда по железной дороге отправлялась на Забайкальский ГОК для дальнейшей переработки. Численность работников всех подразделений Кижингинского рудоуправления в середине 1980-х годов достигала 1000 человек. За время разработки месторождения (1979—1989) было добыто до 60 % разведанных рудных запасов.

## Современное[когда?]состояние
Главный полезный компонент руд Ермаковского месторождения — бериллий. Относится к числу стратегически важных элементов, который благодаря ряду уникальных свойств, незаменим в ядерной, аэрокосмической, электронной промышленности, электротехнике и других высокотехнологичных отраслях. Месторождение разрабатывалось открытым способом с 1979 года. Горные работы были прекращены в 1989 году в связи с государственной политикой конверсии военной промышленности и экономическим кризисом конца 1980-х годов. Горнорудный карьер являлся градообразующим предприятием для Новокижингинска. В недрах сохранилось около 40 % разведанных запасов. Дальнейшее развитие проекта предполагало восстановление на Ермаковском месторождении горно-добывающего производства открытым способом с производительностью не менее 50 тыс. тонн руды в год к 2010 году, получение бериллиевого концентрата, а также получение бериллия и его соединений. Однако к 2015 году разработка месторождения так и не была возобновлена. В данное время[когда?] этот металл поставляют из США, Китая и Казахстана, так как в России его не производят. Однако учёные из Томского политехнического университета разработали собственную технологию полной переработки бериллия. Первые пробные партии получены из резервных запасов. Производство бериллия планируется наладить к 2020 году с использованием запасов металла на Ермаковском месторождении в Республике Бурятия.